# Беочић
Беочић је насеље у Србији у општини Рековац у Поморавском округу. Према попису из 2011. било је 364 становника, док је на попису из 2022. године било 288 становника.

## Историја
До Другог српског устанка Беочић се налазио у саставу Османског царства. Након Другог српског устанка Беочић улази у састав Кнежевине Србије и административно је припадао Јагодинској нахији и Темнићској кнежини до 1834. године када је Србија подељена на сердарства.

## Демографија
У насељу Беочић живи 389 пунолетних становника, а просечна старост становништва износи 46,0 година (44,4 код мушкараца и 47,5 код жена). У насељу има 160 домаћинстава, а просечан број чланова по домаћинству је 2,92.
Ово насеље је великим делом насељено Србима (према попису из 2002. године), а у последња три пописа, примећен је пад у броју становника.
|  |

| Демографија | Демографија | Демографија |
| Година      | Становника  | Становника  |
| ----------- | ----------- | ----------- |
| 1948.       | 1.023       |             |
| 1953.       | 1.014       |             |
| 1961.       | 979         |             |
| 1971.       | 895         |             |
| 1981.       | 733         |             |
| 1991.       | 625         | 544         |
| 2002.       | 467         | 572         |

| Етнички састав према попису из 2002.‍ | Етнички састав према попису из 2002.‍ | Етнички састав према попису из 2002.‍ | Етнички састав према попису из 2002.‍ | Етнички састав према попису из 2002.‍ |
| ------------------------------------ | ------------------------------------ | ------------------------------------ | ------------------------------------ | ------------------------------------ |
|                                      |                                      |                                      |                                      |                                      |
| Срби                                 | Срби                                 |                                      | 466                                  | 99,78%                               |
| Црногорци                            | Црногорци                            |                                      | 1                                    | 0,21%                                |
| непознато                            | непознато                            |                                      | 0                                    | 0,0%                                 |

| Беочић у пописима Јагодинске нахије — од 1818. до 1829.                           |       |       |       |       |       |       |          |       |       |       |       |       |
| Година пописа                                                                     | 1818. | 1819. | 1820. | 1821. | 1822. | 1823. | 1824/25. | 1825. | 1826. | 1827. | 1828. | 1829. |
| Куће                                                                              | 24    | 27    | 25    | 25    | 25    | 23    | 24       | 24    | 24    | 24    | 24    | 23    |
| Пореске главе*                                                                    | -     | 27    | 26    | 30    | 29    | 29    | 28       | 27    | 27    | 25    | 26    | 30    |
| Арачке главе**                                                                    | 73    | 77    | 79    | 76    | 76    | 75    | 77       | 79    | 81    | 78    | 78    | 79    |
| *Пореске главе = Ожењени мушкарци \| ** Арачке главе = Мушкарци од 7 до 70 година |       |       |       |       |       |       |          |       |       |       |       |       |

| Година пописа     | 1948. | 1953. | 1961. | 1971. | 1981. | 1991. | 2002. |
| ----------------- | ----- | ----- | ----- | ----- | ----- | ----- | ----- |
| Број домаћинстава | 199   | 202   | 220   | 212   | 203   | 173   | 160   |

| Број чланова      | 1  | 2  | 3  | 4  | 5  | 6  | 7 | 8 | 9 | 10 и више | Просек |
| ----------------- | -- | -- | -- | -- | -- | -- | - | - | - | --------- | ------ |
| Број домаћинстава | 39 | 46 | 21 | 16 | 23 | 13 | 0 | 2 | 0 | 0         | 2,92   |

| Пол    | Укупно | Неожењен/Неудата | Ожењен/Удата | Удовац/Удовица | Разведен/Разведена | Непознато |
| ------ | ------ | ---------------- | ------------ | -------------- | ------------------ | --------- |
| Мушки  | 197    | 42               | 138          | 13             | 4                  | 0         |
| Женски | 204    | 15               | 149          | 35             | 4                  | 1         |
| УКУПНО | 401    | 57               | 287          | 48             | 8                  | 1         |

| Пол    | Укупно                    | Пољопривреда, лов и шумарство | Рибарство                            | Вађење руде и камена | Прерађивачка индустрија       |
| ------ | ------------------------- | ----------------------------- | ------------------------------------ | -------------------- | ----------------------------- |
| Мушки  | 105                       | 59                            | 0                                    | 0                    | 26                            |
| Женски | 50                        | 41                            | 0                                    | 0                    | 5                             |
| УКУПНО | 155                       | 100                           | 0                                    | 0                    | 31                            |
| Пол    | Производња и снабдевање   | Грађевинарство                | Трговина                             | Хотели и ресторани   | Саобраћај, складиштење и везе |
| Мушки  | 0                         | 1                             | 5                                    | 0                    | 4                             |
| Женски | 0                         | 0                             | 1                                    | 0                    | 0                             |
| УКУПНО | 0                         | 1                             | 6                                    | 0                    | 4                             |
| Пол    | Финансијско посредовање   | Некретнине                    | Државна управа и одбрана             | Образовање           | Здравствени и социјални рад   |
| Мушки  | 0                         | 0                             | 3                                    | 0                    | 0                             |
| Женски | 0                         | 1                             | 0                                    | 1                    | 1                             |
| УКУПНО | 0                         | 1                             | 3                                    | 1                    | 1                             |
| Пол    | Остале услужне активности | Приватна домаћинства          | Екстериторијалне организације и тела | Непознато            | Непознато                     |
| Мушки  | 1                         | 0                             | 0                                    | 6                    | 6                             |
| Женски | 0                         | 0                             | 0                                    | 0                    | 0                             |
| УКУПНО | 1                         | 0                             | 0                                    | 6                    | 6                             |